# Templemania animosana
Templemania animosana är en fjärilsart som beskrevs av August Busck 1907. Templemania animosana ingår i släktet Templemania och familjen vecklare. Inga underarter finns listade i Catalogue of Life.